# Campionato tahitiano di football americano 2019
Il Campionato tahitiano di football americano 2019 è stata l'11ª edizione del campionato di football americano di primo livello, organizzato dalla FTFA.

## Squadre partecipanti
| Club       | Città    | Stadio | Sponsor ufficiale | Risultato nella stagione 2018 |
| ---------- | -------- | ------ | ----------------- | ----------------------------- |
| A.S. Liona | Papara   |        |                   |                               |
| Manu-Ura   | Paea     |        |                   |                               |
| Ono        | Punaauia |        |                   |                               |

## Stagione regolare

### Calendario

#### 1ª giornata
| Paea 23 marzo 2019, ore 17:00 | Ono | 44 – 16 | Manu-Ura | Stadio Karl Coppenrath |

#### 2ª giornata
| Papara 6 aprile 2019, ore 16:15 | Liona | 16 – 42 | Ono |  |

#### 3ª giornata
| Paea 4 maggio 2019, ore 17:00 | Manu-Ura | 36 – 48 | Ono | Stadio Karl Coppenrath |

#### 4ª giornata
| Paea 11 maggio 2019, ore 17:00 | Manu-Ura | 36 – 62 | Liona | Stadio Karl Coppenrath |

#### 5ª giornata
| Paea 18 maggio 2019, ore 17:00 | Ono | 26 – 20 | Liona | Stadio Karl Coppenrath |

#### 6ª giornata
| Papara 1º giugno 2019, ore 17:00 | Liona | 72 – 36 | Manu-Ura | Stadio Hotu Maru |

### Classifica
La classifica della regular season è la seguente:
- PCT = percentuale di vittorie, G = partite giocate, V = partite vinte,  P = partite perse, PF = punti fatti, PS = punti subiti

| Pos. | Squadra    | PCT   | G | V | N | P | PF  | PS  |
| ---- | ---------- | ----- | - | - | - | - | --- | --- |
| 1    | Ono        | 1.000 | 4 | 4 | 0 | 0 | 160 | 88  |
| 2    | A.S. Liona | .500  | 4 | 2 | 0 | 2 | 170 | 140 |
| 3    | Manu-Ura   | .000  | 4 | 0 | 0 | 4 | 124 | 226 |

## XI Heiva Bowl
| Pirae 22 giugno 2019, ore 18:00 | Ono       | 28 – 6 (16-6 6-0 0-0 6-0) referto     | Liona | Stadio Pater Te Hono Nui |
| Teriitahi Q1 ( TD ) run ? Q1 ( tpc ) Urarii Q1 ( TD ) run ? Q1 ( tpc ) Teriitahi Q2 ( TD ) run Mateau Q4 ( TD ) run Marcatori Uaua-Teahurai Q1 ( TD ) pass from Pahio |           |                                       |       |                          |
| |           |                                       |       |                          |
| Teriitahi Q1 (TD) run ? Q1 (tpc) Urarii Q1 (TD) run ? Q1 (tpc) Teriitahi Q2 (TD) run Mateau Q4 (TD) run                                                               | Marcatori | Uaua-Teahurai Q1 (TD) pass from Pahio |       |                          |

## Verdetti
- Ono Campioni di Tahiti 2019